# Vulcão de Fogo

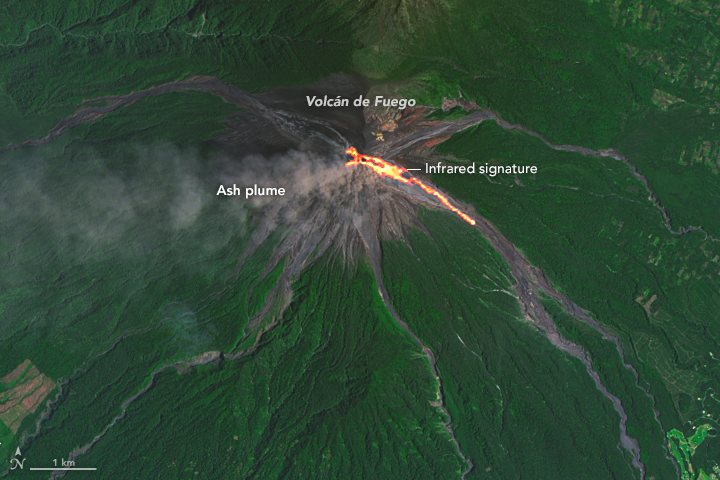
Imagem de satélite de um fluxo de lava no Volcán de Fuego, 2016

Volcán de Fuego ("Vulcão de Fogo") é um estratovulcão ativo na Guatemala, nas fronteiras dos departamentos Chimaltenango, Escuintla e Sacatepéquez. Ele fica aproximadamente 16 kilometres (9,9 mi) a oeste de Antigua Guatemala, uma das cidades mais famosas da Guatemala e um destino turístico. Ele tem irrompido com frequência desde a Conquista espanhola.

## Descrição
"Fuego" é famoso por estar quase sempre ativo em um nível baixo. A fumaça é emitida de seu topo diariamente, mas erupções maiores são raras. Cidade da Guatemala, O vulcão de Fogo da Guatemala havia registrado sua última erupção em 9 de agosto de 2007, onde o fogo eclodiu expelindo lava, rochas e cinzas. O serviço de vulcanologia da Guatemala informou que sete famílias foram evacuadas de suas casas perto do vulcão. Mas é no ano de 2018, mais precisamente no dia 03 de junho que ele registrou uma grande explosão. O Insivumeh (Instituto Nacional de Sismologia) - reportou em um comunicado que o vulcão de 3 763 metros de altitude em sua erupção o mesmo gera entre sete e nove explosões por hora, e expele uma grossa coluna de fumaça que chega a 4 800 metros sobre o nível do mar. E mesmo após uma semana das primeiras explosões ele continua registrando explosões após uma das mais violentas erupção da sua história, cujas consequências provocaram até o momento 110 mortes. Dados extraídos do Instituto de Sismologia, Vulcanologia, Meteorologia e Hidrologia (Insivumeh) do país centro-americano. Tanto a erupção quanto as constantes atividades vulcânicas subsequentes afetaram 1,7 milhão de pessoas, deixou 12 400 desabrigados, 197 desaparecidas e 58 feridas e as 110 mortes confirmadas. 
O vulcão é unido com Acatenango e coletivamente o complexo é conhecido como La Horqueta. Uma nova rodada de atividades iniciou-se em 19 de maio de 2012, com fluxos de lava e ejeções de cinzas, e continuava em janeiro de 2016.

## Primeiras expedições
Em 1881, o escritor francês Eugenio Dussaussay escalou o vulcão, então praticamente inexplorado. Primeiro, ele precisa pedir permissão para subir ao governador de Sacatepéquez, que lhe deu uma carta para Alotenango, pedindo-lhe guias para ajudar o explorador e seu companheiro, Tadeo Trabanino. Eles queriam escalar o pico central, inexplorado na época, mas não conseguiram encontrar um guia e tiveram que subir ao cone ativo, que teve uma erupção recente em 1880.
O arqueólogo britânico Alfred Percival Maudslay escalou o vulcão em 7 de janeiro de 1892. Eis como ele descreveu sua expedição:
 [...] assim que nós arranjamos para começar o próximo dia para a vila de Alotenango. No dia 7 de janeiro saímos dessa aldeia por volta das 7 horas da manhã com sete Mozos, carregando comida, roupas e minha cama de acampamento, e andei por uma hora em direção às montanhas, quando desmontámos e enviamos de volta as nossas mulas. As duas primeiras horas de subida não eram tão íngremes, mas era um trabalho cansativo andar sobre o molde solto e folhas secas sob a espessa floresta. [...] nós recomeçamos nossa escalada sob a sombra da floresta por um trajeto íngreme cortado pela vegetação rasteira. Na altura de aproximadamente 9 500 pés nós, pela primeira vez desde que começamos, conseguimos uma vista do pico que levanta-se no outro lado de uma ravina profunda. Toda a encosta em que olhávamos estava desprovida de vegetação e não apresentava aos olhos nada mais que desoladas encostas de cinzas e escórias quebradas acima com remendos de rocha queimada; Atravessávamos a espessa vegetação rasteira, muitas vezes com terra solta sob os pés, e gradualmente a vegetação mudava e entrava entre os pinheiros. Aproximadamente 11 200 pés chegamos a um ponto onde a terra havia sido nivelada por alguns metros pelos índios, e lá nós decidimos passar a noite. [...] Depois retornou e observou o reflexo do pôr do sol sobre os picos mais distantes e contra o cone perfeito do Vulcão de Agua. [...] mas o frio que se seguiu ao pôr-do-sol logo tomou toda a nossa atenção. [...] saímos do nosso abrigo às quatro e meia da manhã e sentimo-nos melhor depois de tomar um café quente; Nós nos sentamos então por uma hora para prestar atenção no alvorecer e um nascer do sol dos mais bonitos. No lado oposto do vale levantou-se o vulcão de Agua, inclinando-se de um lado para a planície de Antigua, e de outro em uma longa e ininterrupta varredura para o mar, a mais de quarenta quilômetros de distância. Pico após pico destacava-se contra a luz vermelha na distância mais distante, e à direita a costa baixa e o mar apareceram muito claramente. Assim que o sol se levantou nós começamos ir para a cimeira. Parei no caminho para obter uma fotografia do cone, que ficava à esquerda de nós, enquanto subíamos; Mas as nuvens apareceram quando eu estava pronto, e eu tive que desistir. Um pouco mais de 12 000 pés, deixamos os pinheiros escarpados e chegamos ao extremo norte de um cume, chamado de Meseta, que está no topo da encosta que estávamos escalando.

## Erupções notáveis

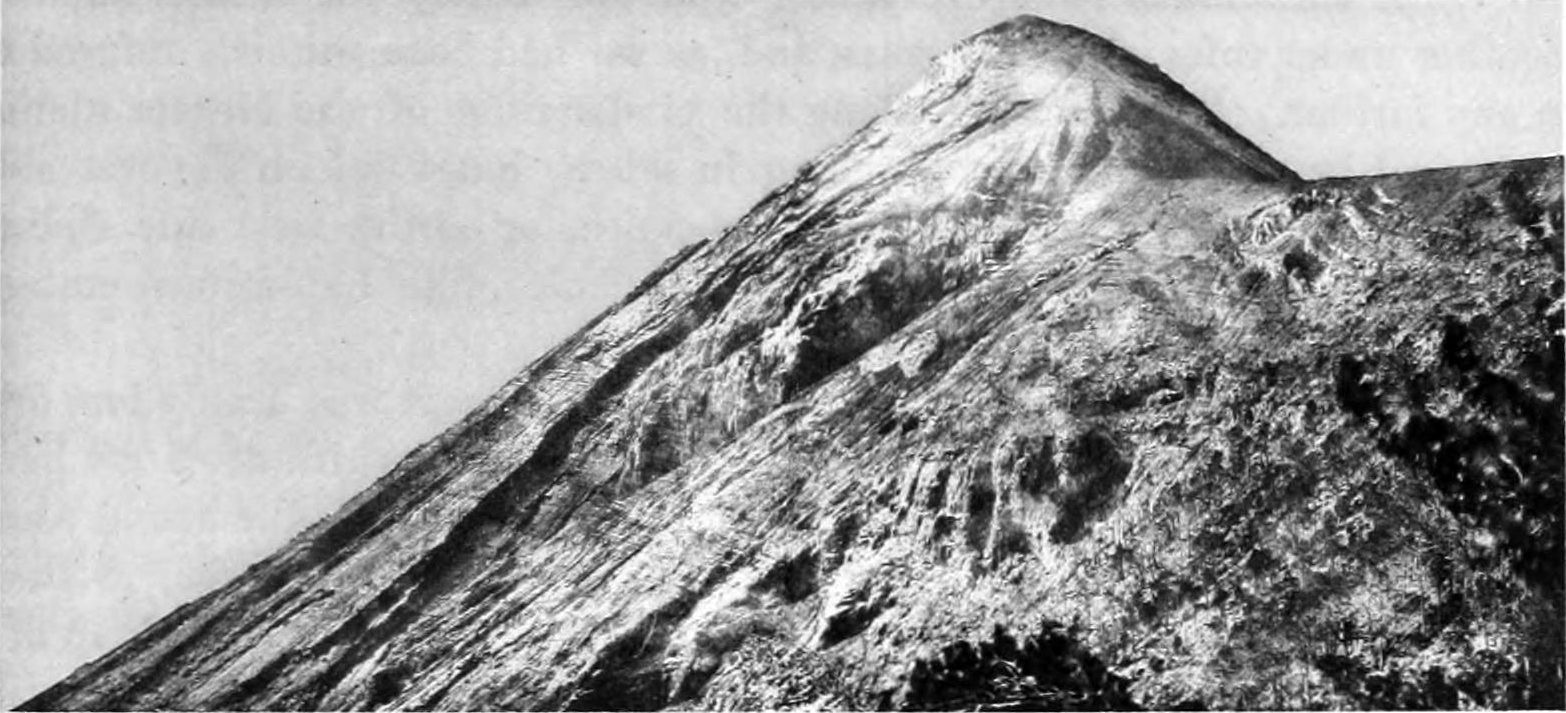
Volcán de Fuego como visto da sela que o separa do vulcão Acatenango em 1899. Fotografia por Alfred Percival Maudslay.

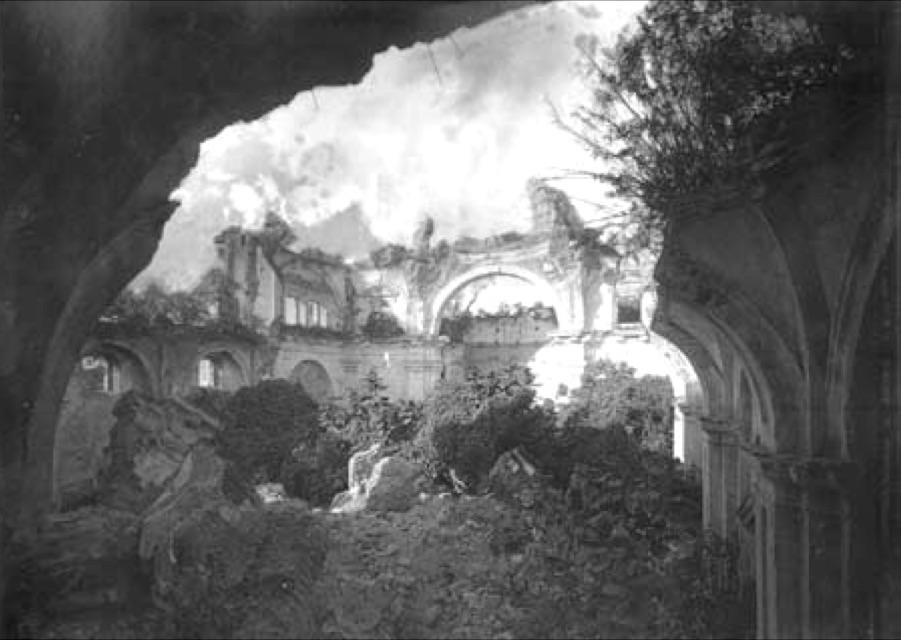
Ruínas da Sociedade de Jesus interior da igreja em 1880.

| Data                    | Descrição breve |
| ----------------------- | --- |
| 1581                    | Relatado pelo historiador Domingo Juarros. Causou danos na área circundante. É possível que o dano foi relacionado a terremotos. |
| 1586                    | Relatado pelo historiador Domingo Juarros. Causou danos na área circundante. É possível que o dano foi relacionado a terremotos. |
| 1623                    | Relatado pelo historiador Domingo Juarros. Causou danos na área circundante. É possível que o dano foi relacionado a terremotos. |
| 1705                    | Relatado pelo historiador Domingo Juarros. Causou danos na área circundante. É possível que o dano foi relacionado a terremotos. |
| 1710                    | Relatado pelo historiador Domingo Juarros. Causou danos na área circundante. É possível que o dano foi relacionado a terremotos. |
| 27–30 de agosto de 1717 | Erupção forte antes do Terremoto de San Miguel. |
| 1732                    | Relatado pelo historiador Domingo Juarros. Causou danos na área circundante. É possível que o dano foi relacionado a terremotos. |
| 1737                    | Relatado pelo historiador Domingo Juarros. Causou danos na área circundante. É possível que o dano foi relacionado a terremotos. |
| ca. 1800                | Não teve nenhuma conseqüência catastrófica, embora durasse por diversos dias e aqueceu acima um córrego próximo ao ponto que os animais não ousariam atravessá-lo. |
| 1880                    | Relatado por Eugenio Dussaussay. |
| 1932                    | Forte erupção que cobriu Antigua Guatemala de cinzas. |
| 1974                    | Erupção forte que causa perdas agrícolas pesadas. Fluxos piroclásticos destruiu toda a vegetação nos arredores do cone ativo. |
| 1–6 de julho de 2004    | Pequena erupção precedida de explosões internas. |
| 13 de Setembro de 2012  | O vulcão começou ejetando lava e cinzas, o que levou as autoridades a começar "uma evacuação em massa de milhares de pessoas" em cinco comunidades. Mais especificamente, os evacuados, cerca de 33 000 pessoas, deixaram cerca de 17 aldeias perto do vulcão. Ele ejetou lava e fluxos piroclásticos sobre 600 metres (2.000 ft) abaixo da encosta do vulcão. |
| 8 de fevereiro de 2015  | Uma nova erupção resultou na evacuação de 100 moradores próximos e no fechamento do Aeroporto Internacional La Aurora, devido à quantidade de cinzas em queda. |
| 3 de junho de 2018      | Uma erupção resultou em 194 mortos, além de cerca de 2 000 pessoas desaparecidas. A população local foi evacuada e o Aeroporto Internacional La Aurora foi fechado. |

## Galeria

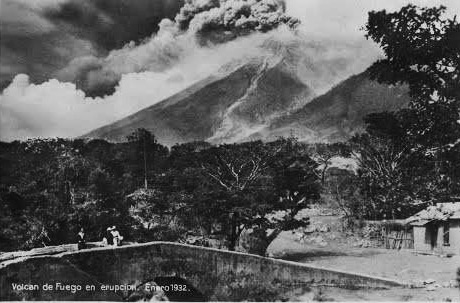
Erupção 1932
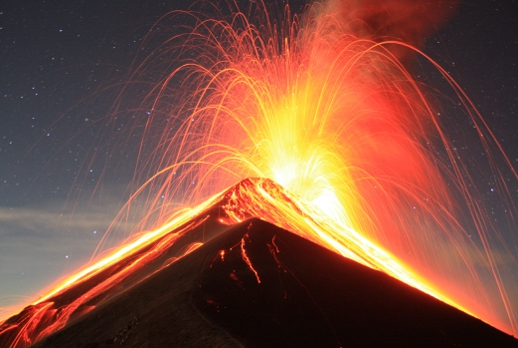
Erupção 2013
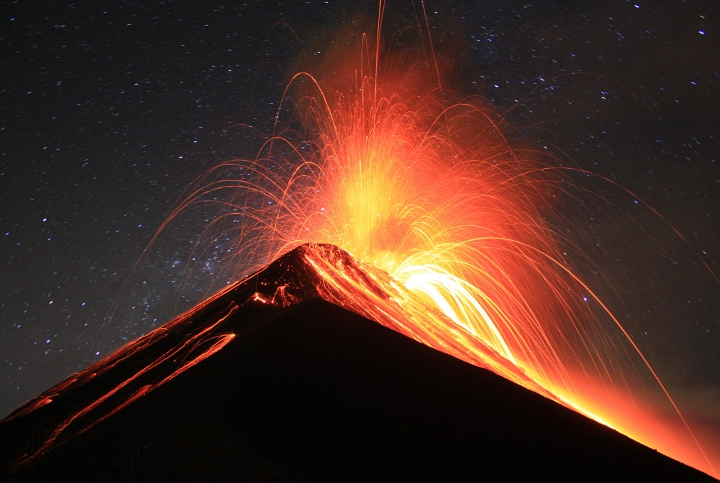
2013
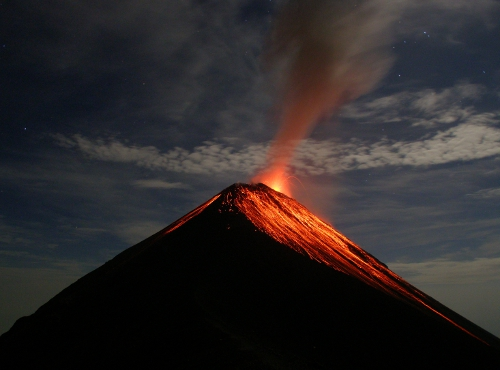
Erupção 2011
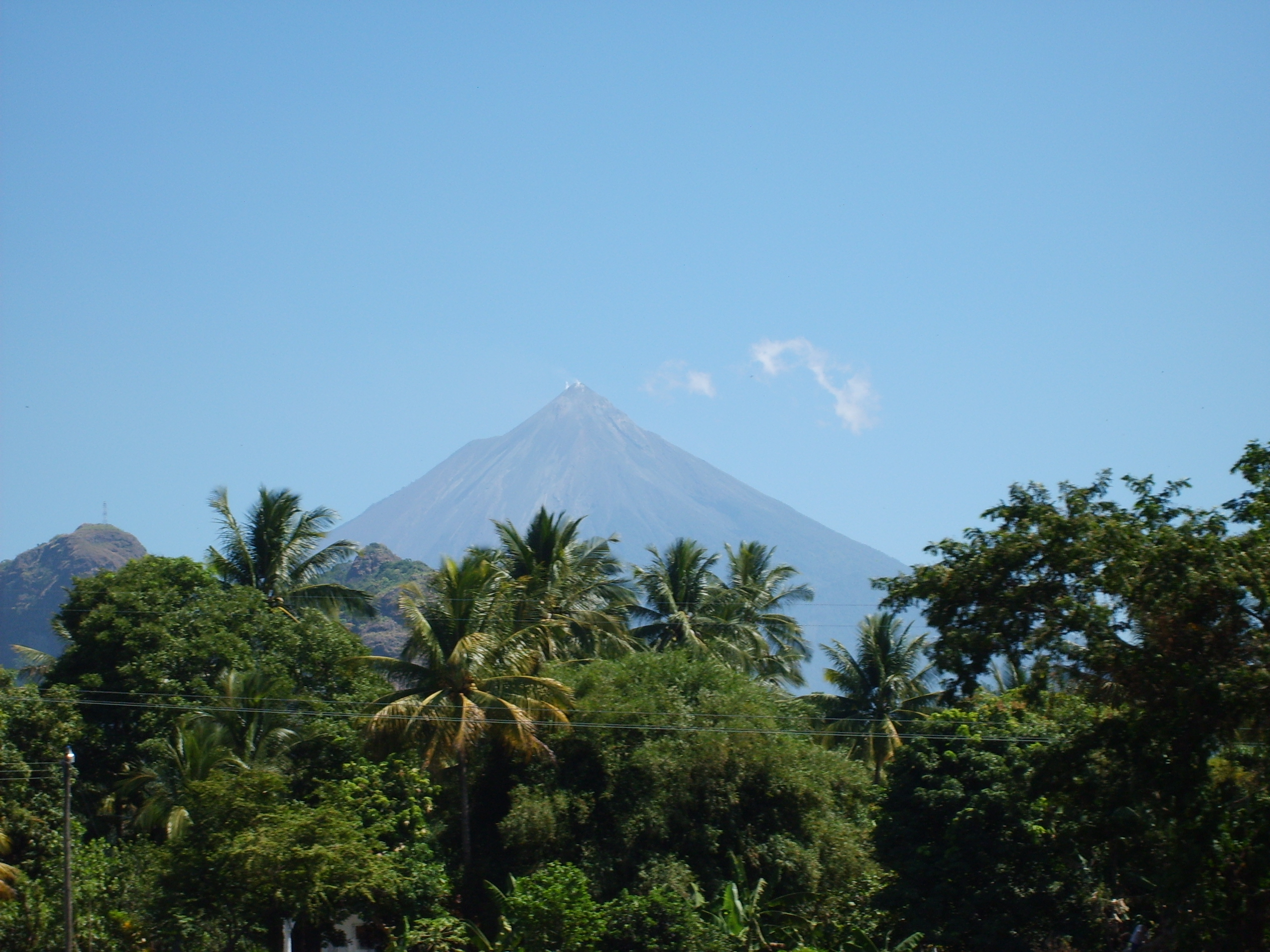
2007
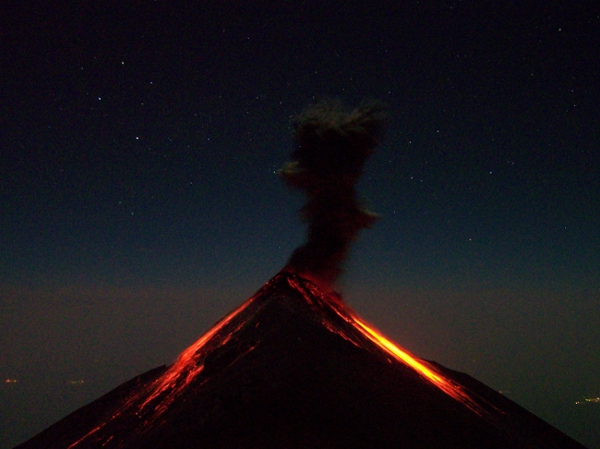
Fuego de Acatenango, 2006
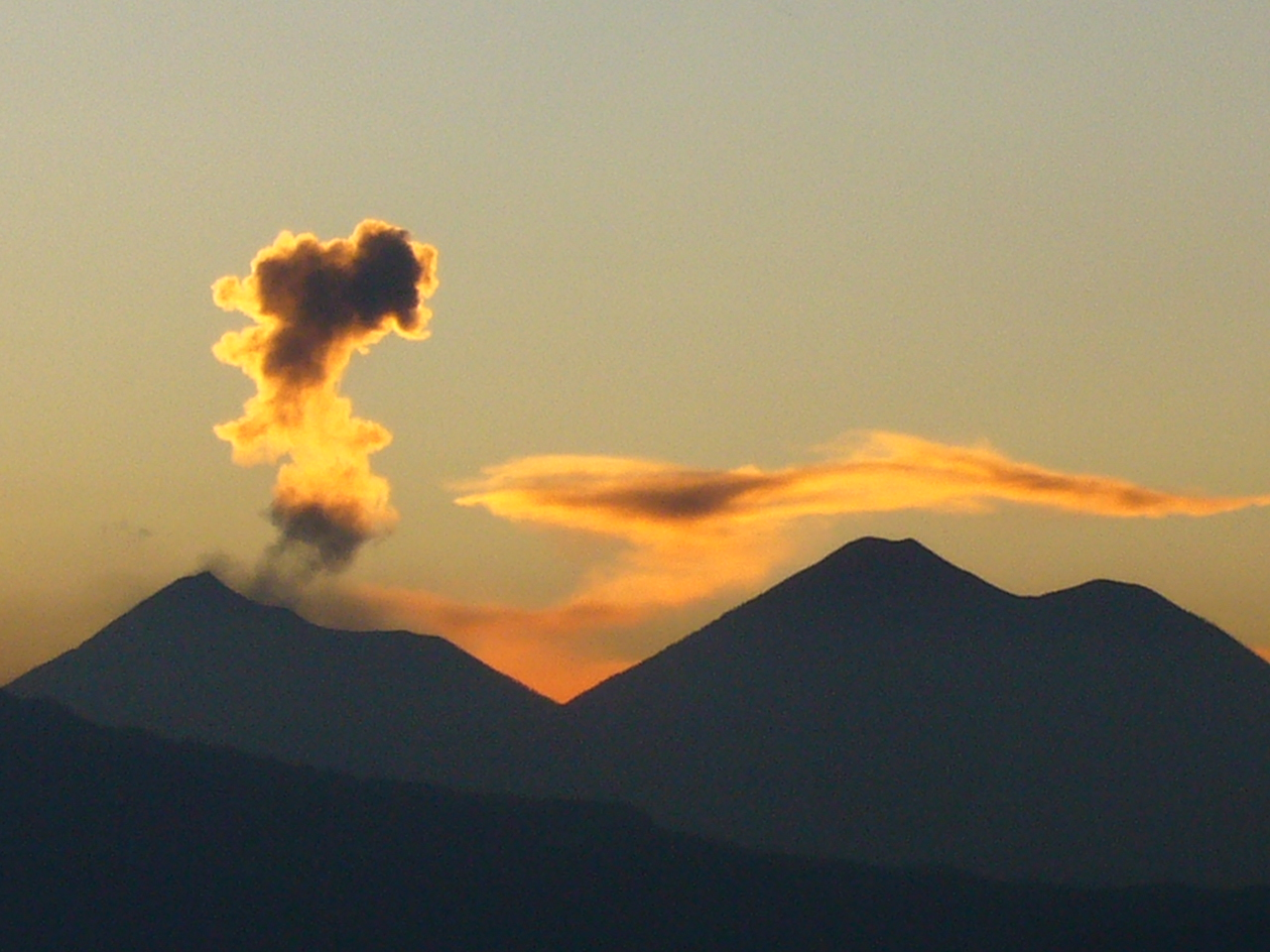
Emanações de Fuego (à esquerda), vulcão Acatenango à direita, 2009
Visualização em 3D